# Mohammad Jahir Rayhan
Mohammad Jahir Rayhan, född 25 april 2001, är en friidrottare från Bangladesh. Han deltog vid olympiska sommarspelen 2020.